# Paradiplomàcia
El concepte de paradiplomàcia fa referència a les relacions internacionals dutes a terme pels governs no centrals subestatals, regionals o locals, amb la finalitat de promoure els seus interessos (alguns inclouen actuacions de la societat civil). Aquest fenomen creixent és un aspecte del procés de globalització i de l'erosió dels estats nació tradicionals que ja no són els únics actors que duen a terme actuacions internacionals.
Les relacions internacionals incorporen cada cop de manera més intensa factors tant públics com privats que tenen com a objectiu els interessos de cooperació i associació comuns. Les adequacions del dret públic internacional i el futur del sistema d'estats com a base per a l'ordre polític internacional està en permanent discussió.
Actualment es debat intensament si el conjunt d'activitats agrupades en la paradiplomàcia seran complementàries amb les de l'estat central i el seu cos diplomàtic, o si hi entraran en conflicte i hi competiran.
Podem establir una classificació de les actuacions de paradiplomàcia:
- La microdiplomàcia regional transfronterera (contactes entre actors no centrals mitjançant les fronteres situades en diferents estats).
- La microdiplomàcia transregional (contactes entre actors no centrals sense frontera comuna però situats en estats veïns).
- La paradiplomàcia mundial (contactes entre actors d'estats sense fronteres comunes).

En l'actualitat també s'inclou com a activitat de la paradiplomàcia una gamma àmplia de possibilitats de contacte entre les associacions multilaterals i les autoritats locals.
L'àmbit d'acció dels governs no centrals (que poden desenvolupar de manera formal i oficial les relacions internacionals) és el següent:
- L'enviament de delegacions a les visites oficials.
- La signatura d'acords i convenis (entre altres instruments).
- La participació en fòrums internacionals.
- L'establiment d'oficines de representació permanent o delegacions a l'estranger.